# Acianthera adamantinensis
Acianthera adamantinensis är en orkidéart som först beskrevs av Alexander Curt Brade, och fick sitt nu gällande namn av Fábio de Barros. Acianthera adamantinensis ingår i släktet Acianthera och familjen orkidéer. Inga underarter finns listade i Catalogue of Life.

## Bildgalleri

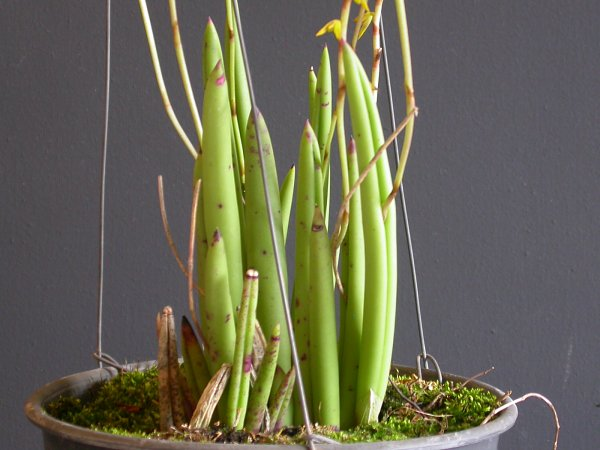
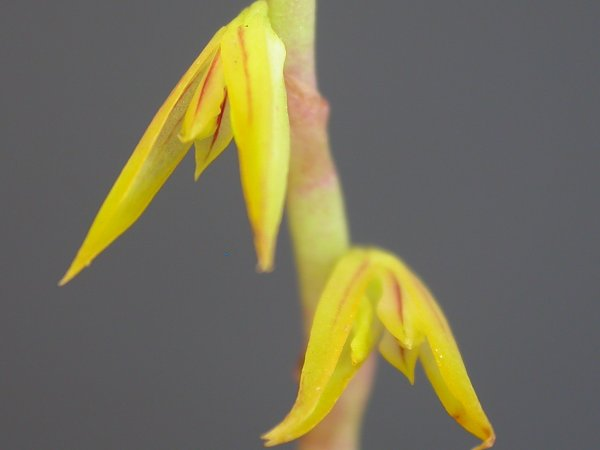
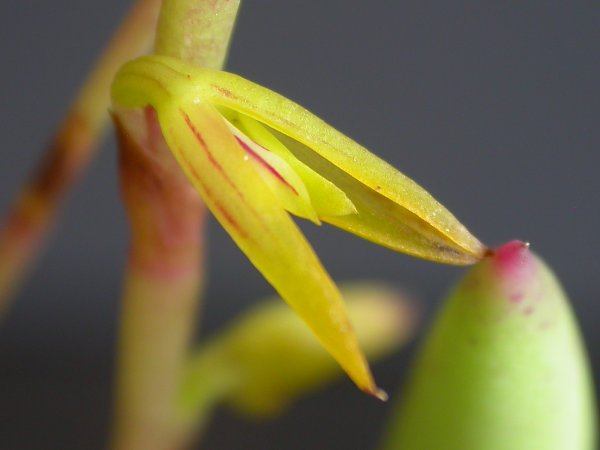
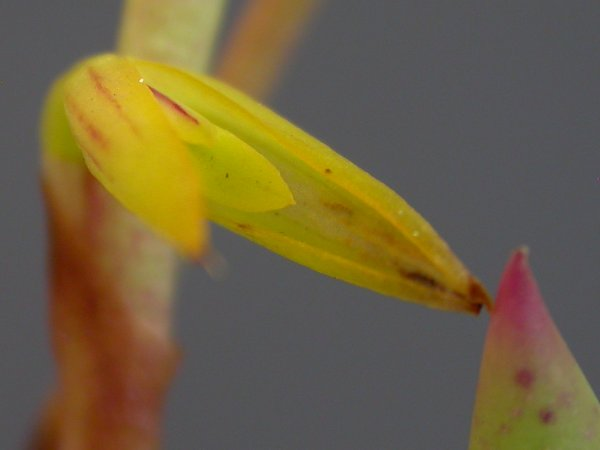
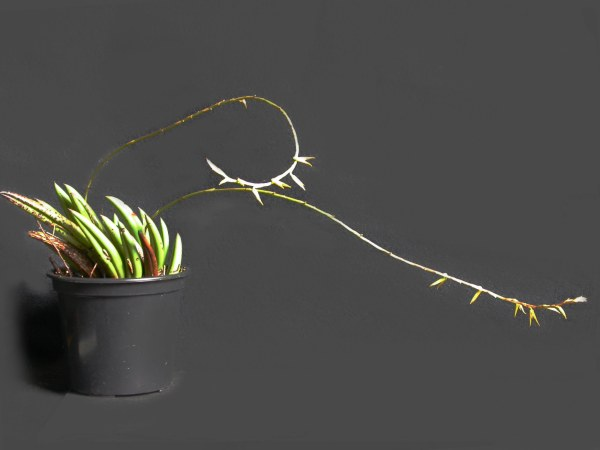
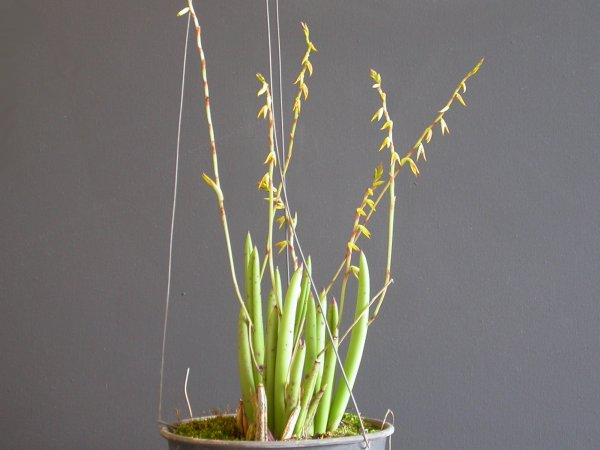